# Moe Loembe Lu N'Gombi
Moe Loembe Lu N'Gombi dit "Tchitapuka ku Ngabu tchi manga doti" (celui qui est sorti de la boue; celui qui a refusé de se salir en langue Vili) est un souverain du royaume de Loango du début du XXè siècle. Il fut un membre de la lignée royale Kondi.

## Biographie
À la suite de harcèlements et d'intrigues mystiques de la part d'autres prétendants, il abandonna, avant la fin de son mandat de 7 ans, le trône en plein jour. C'est ainsi que dans leur pérégrination, lui et ses proches firent une halte en un lieu appelé Ntangu Mbata (le soleil au-dessus de la tête; au sommet), actuel emplacement du village Nkumbi.
On ne lui connait pas de lieu de sépulture, car sa dépouille a disparu lors de la veillée mortuaire.
Il est l'arrière grand-père de Gervais Loëmbe, l'auteur de l'ouvrage Parlons Vili.